# Ermita de San Antonio de la Florida
La ermita de San Antonio de la Florida (conocida también como Real Ermita de San Antonio de la Florida), se encuentra situada en la plaza del mismo nombre, y se considera como la única superviviente de las tres ermitas dedicadas a san Antonio de Padua que hubo a las afueras de Madrid (esta de la Florida, Alemanes y Retiro). Se ubica en el distrito de Moncloa-Aravaca y es la tercera ermita construida en las cercanías. Fue catalogada como monumento histórico-artístico en el año 1905. La denominación de la ermita, debería ser desde comienzos del siglo XX, en plural, es decir: las ermitas de San Antonio. Son dos ermitas similares que desde 1929 se han especializado en dos vertientes: una de ellas ofrece al público las decoraciones murales obra de Francisco de Goya (siendo además museo y panteón del pintor), mientras que la otra está habilitada sólo para el culto religioso.
Desde el siglo XIX se celebra en sus cercanías la verbena de San Antonio de la Florida cada 13 de junio (considerada popularmente una de las primeras verbenas del año), que con el tiempo se han ido convirtiendo de romería en verbena. Verbena que ejecuta todavía el ritual de los trece alfileres, así como la recogida de panes del santo. Estas dos ermitas, junto con la de San Isidro y de la Virgen del Puerto (convertida en iglesia rectoral) son las únicas supervivientes en Madrid a comienzos del siglo XXI. 

## Historia
Hubo varias ermitas dedicadas a San Antonio de Padua en diferentes lugares del extrarradio de Madrid. Una de estas ermitas se encontraba en el denominado Huerto del Francés de los jardines del Retiro, y sobre los basamentos de esta ermita se edificó posteriormente la Real Fábrica de Porcelanas que se fundó en 1760. Otra de las ermitas se encontraba en el lugar donde se levanta la actual iglesia de San Antonio de los Alemanes. La popularidad de este santo, y la celebración de sus fiestas populares, reflejan el anhelo por lo rural que sentían los habitantes de la ciudad en el siglo XVI. En el siglo XVI había un humilladero cercano a la puerta de San Vicente dedicada a la Virgen de Gracia. El humilladero, colocado en extramuros, y edificado en humilde tapial por el arquitecto Manuel del Olmo, tuvo una corta existencia de un par de décadas. 

### Primera ermita: Churriguera

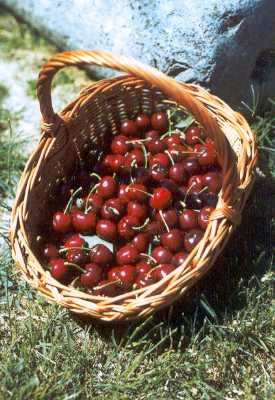
De los seguidores de san Antonio, denominados guinderos, surge la primera ermita junto a la cuesta de la Vega.

A los seguidores de san Antonio se les denominaba en el Madrid del XVI con el mote: "guinderos". La razón de este apelativo era que sus devotos portaban un escapulario en el cuello con la representación de una guinda y llegado el 13 de junio ofrecían las denominadas cerezas del santo. La congregación de los guinderos nace de una leyenda madrileña en la que un campesino arriero que subía pesadamente por la cuesta de la Vega con su burro cargado de cerezas para ser vendidas en el mercado de los Mostenses, derramó su mercancía por rotura de los amarres de la carga. Al ver las cerezas rodando cuesta abajo, el campesino rezó a San Antonio solicitando su ayuda. Al poco tiempo un monje apareció ayudando al campesino a recoger todas las cerezas derramadas por la calle. Al finalizar, el monje hizo prometer al campesino que llevaría un puñado de las mismas a la parroquia de San Nicolás al terminar su venta del cargamento. Cuando, al finalizar su jornada, el campesino se dirigió a la iglesia la encontró vacía, comprobando que el monje era San Antonio de Padua por la representación que había de él en un cuadro. El cuadro que sacó de dudas al campesino se encuentra en la actualidad en una de las capillas de la iglesia de la Santa Cruz. Festividades dedicadas a San Antonio, como las vueltas de San Antón eran muy populares y se celebraban entre esta ermita y la de San Blas.
Es precisamente cuando se funda la congregación de los "guinderos", cuando se edifica la primera ermita en 1720 encargada al arquitecto madrileño José Benito de Churriguera en su primera etapa madrileña. La financiación de las obras corrió a cargo del Resguardo de las Rentas Reales. Sobre las cualidades de la edificación y los méritos de esta primera ermita, poca información nos ha llegado hasta comienzos del siglo XXI. Alguna simple descripción del ingeniero y agrimensor José Alonso de Arce, que publica en 1735 una obra sobre el alcantarillado de Madrid. Esta primera ermita tenía la advocación de san Antonio, y consistía en una simple capilla de planta hexagonal edificada en ladrillo. Tenía su cubierta acabada en chapitel y linterna. En su interior se adoraba la imagen de San Antonio, tallada en madera por el escultor asturiano Juan de Villanueva y Barbales (padre del que fue arquitecto Juan de Villanueva). Debido a los planes de remodelación urbanística de la nueva casa de los borbones, esta primera ermita fue derribada en 1768 (apenas medio siglo después de haber sido edificada) debido a la apertura de la carretera de Castilla.

### Segunda ermita: Sabatini
Al poco de ser coronado rey Carlos III ordena la demolición y nueva construcción de la ermita en 1768, el encargo es dirigido por Francesco Sabatini y llevada a cabo por el aparejador José de la Ballina. Esta nueva ermita de Sabatini fue mandada derribar veintidós años después por su real sucesor Carlos IV. La ermita de Sabatini se encontraba más desplazada y alejada del casco urbano (en las laderas de la Montaña del Príncipe Pío) que la anterior de Churriguera, al igual que la nueva Puerta de San Vicente (ideada igualmente por Sabatini). El plan consistía en una remodelación urbanística de la zona que permitiera el ensanche de una de las salidas principales de Madrid, prolongando el eje viario del paseo de la Virgen del Puerto-La Florida con el camino de El Pardo en una orilla del río, mientras que en la otra se ponía cerca a la Casa de Campo. Se inició una primera obra de canalización del Manzanares remodelando algunos de sus puentes. En este plan de ensanche la primera ermita de Churriguera estorbaba, siendo necesario derribar y reconstruir en un lugar más apartado una nueva. Finalizada la Real Casa de Correos en la Puerta del Sol las maderas sobrantes de las cerchas y cimbras se emplean en la construcción de un puente verde en las cercanías de la ermita. La ermita de Sabatini fue desmontada en el año 1792 con motivo de una nueva remodelación urbanística de la zona.

### Tercera ermita: Fontana

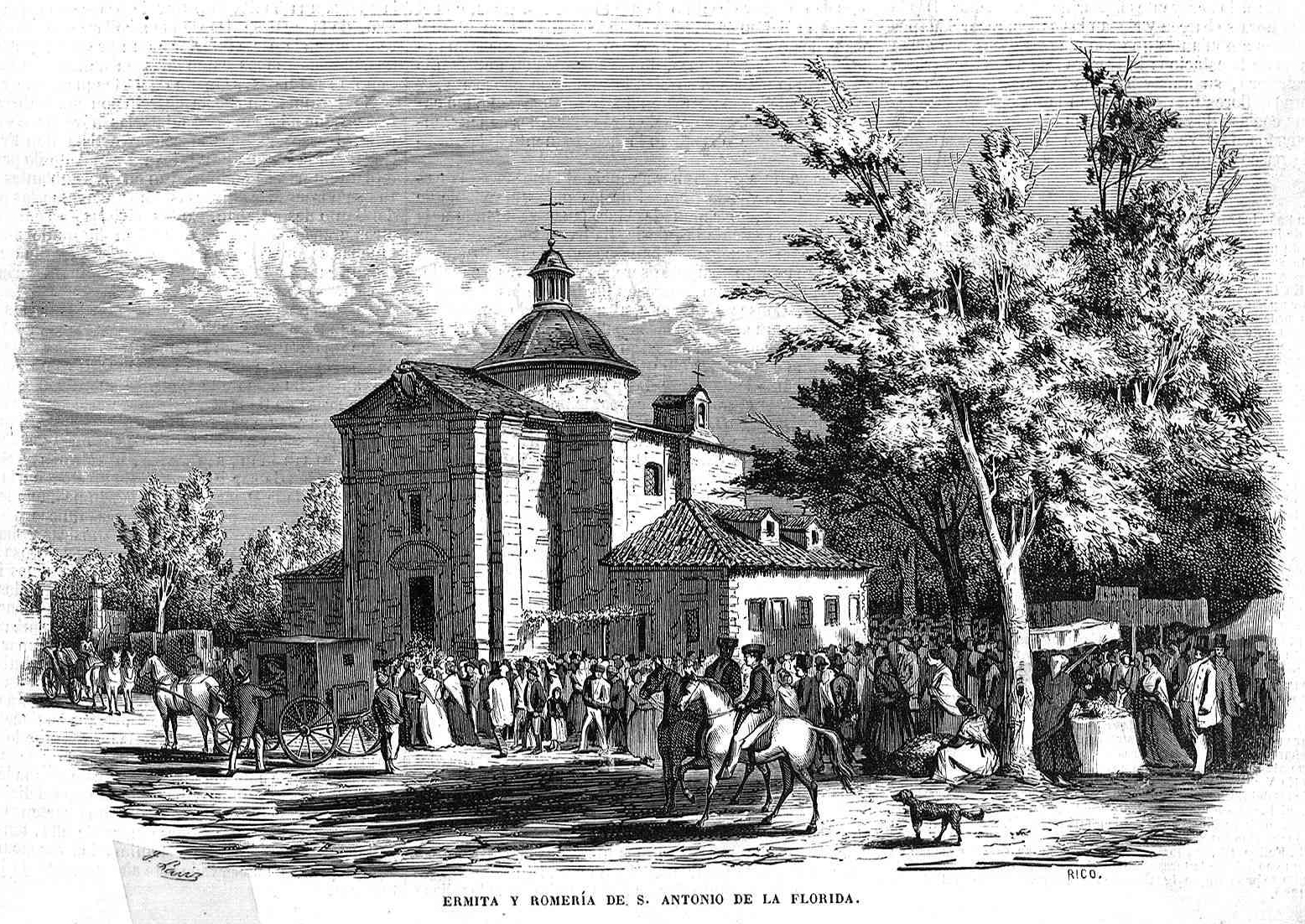
Ermita y romería de San Antonio de la Florida (El Museo Universal, 1857)

Carlos IV adquiere el cercano Palacio de la Florida, propiedad del marqués de Castel Rodrigo, para construir en sus terrenos una finca de recreo real. Las obras de la Real Posesión de la Florida comenzaron de inmediato, entre 1792 y 1798, abarcando en el proceso constructivo también a la cercana ermita diseñada décadas antes por Sabatini. Esto supuso el derribo de la ermita, y se construye en su lugar las nuevas caballerizas del palacio de la Florida. Carlos IV encarga al arquitecto italiano Felipe Fontana el diseñó de una nueva ermita. En 1792 el propio rey pone la primera piedra de la ermita, incluye en el evento una cápsula del tiempo consistente en unas monedas de oro con su efigie. El palacio del marqués de Castel-Rodrigo, muy deteriorado, fue demolido y el proyectado por Fontana no se llegó a construir pues ya en 1793, el rey «considerando a la Nación en un estado deplorable (...) mandó la suspensión del trabajo», quedando el jardín como explotación agrícola y ganadera. En 1803 se suplió la construcción del palacio con la anexión de la cercana finca de la duquesa de Alba y su palacio, el conocido como Palacio de la Moncloa, destruido durante la guerra civil.

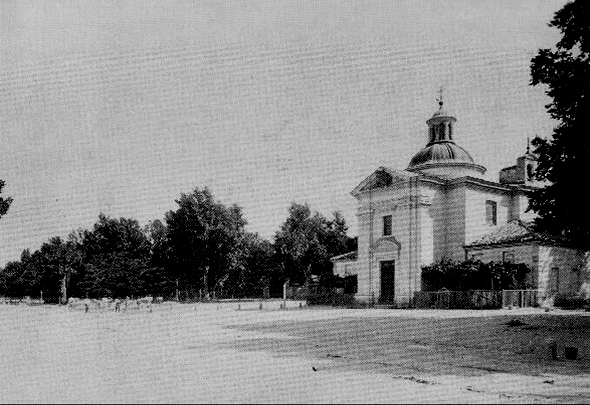
Vista de la ermita en 1890 desde el paseo de la Florida (Madrid)

La nueva ermita de Fontana se desplazó al norte, remontando el curso del río hasta la que se conocería como fuente del Abanico, incluida en el plano de Espinosa de 1769, y luego identificada con la fuente de los once caños.
Centrando la glorieta que aun se conserva a inicios del siglo xxi se levantó un edificio neoclásico de planta de cruz griega de gran sencillez, con cúpula con linternas, sobre pechinas. Se amplió el uso de la ermita permitiendo el uso de la capilla para el culto, con lo que pasó a denominarse de San Antonio de la Florida. En su interior Francisco de Goya pintó unos frescos sobre este edificio en los que representó uno de los milagros más famosos del santo. Cabe destacar la representación de los hombres y mujeres ataviados de majos y chisperos. 
El rey tenía intención de disfrutar de la ermita como capilla real durante su estancia en el palacio de la Florida. El 12 de julio de 1799 se estrenó la capilla de la ermita. Algunos ilustradores de la época como José Gómez de Navia describen el paseo de la Florida a finales del siglo XVIII.
Durante los inicios del levantamiento del dos de mayo en Madrid en 1808 hizo que se produjeran los fusilamientos del día posterior en la Montaña de Príncipe Pío, siendo protagonista la ermita de San Antonio de la Florida. Diez años llevaba construida cuando se produce el inicio de la Guerra de la Independencia. La ermita fue convertida en parroquia en 1881 por el Real Patrimonio cediendo la ermita en usufructo al arzobispo de Toledo. Precisamente cuando se comienza a celebrar en sus cercanías la popular verbena de San Antonio de la Florida. En 1919 se inhumaron los restos mortales de Goya.

### Las ermitas "gemelas"

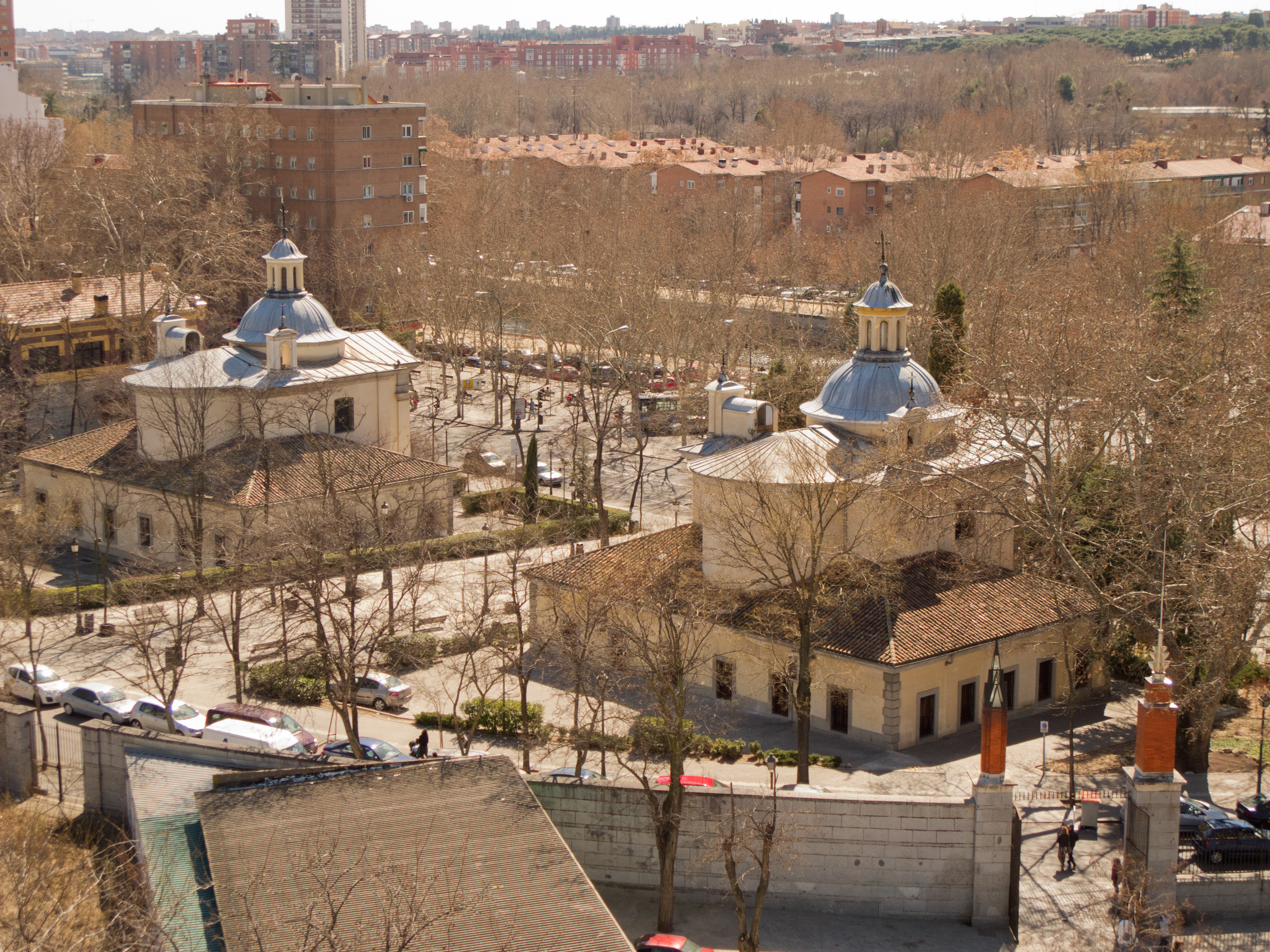
Vista aérea desde el teleférico en la que pueden verse las cubiertas de las dos ermitas gemelas.

La ermita fue convertida en parroquia en 1881. Este cambio perjudicó el microclima de los frescos de Goya debido al humo de los cirios. Fue declarada monumento nacional en 1905. Con el objeto de promover el acceso a la zona, se decidió encargar el diseño del puente de la Reina (en substitución del denominado Puente Verde) al arquitecto José Eugenio Ribera en 1909. Este nuevo puente permitió el acceso de las poblaciones de ambas orillas del río. En 1919 se trasladaron los restos de Goya desde la Sacramental de San Isidro a la ermita. Se colocó igualmente una imagen del pintor esculpida por José San Bartolomé Llaneces. La preocupación por el estado de conservación de los frescos de Goya hizo que se encargue al arquitecto Juan Moya Idígoras una nueva ermita que se comenzó a edificar en 1925. Esta nueva ermita, gemela de la anterior, se dedicó exclusivamente a los oficios religiosos. La Real Academia de Bellas Artes de San Fernando es la encargada del cuidado de la ermita, en la que se celebra misa los días 30 de marzo y 16 de abril, fechas del nacimiento y muerte de Francisco de Goya y Lucientes.
Las dos ermitas sufrieron pillaje y saqueo en los instantes previos al estallido de la Guerra Civil. Hubo desaparición de piezas de valor en su interior. La posición que tienen ambas ermitas hizo que estuvieran durante la defensa de Madrid en las cercanías del intenso frente universitario (se encuentra el Puente de los Franceses a poco más de un kilómetro de distancia). A pesar de ello no sufrieron excesivo daño causado por la artillería. Los frescos de Goya en la nueva ermita resultaron afectados en la cúpula, así como la entrada al edificio debido a la metralla rebotada del cercano frente de batalla.

## Características de las ermitas
Las dos ermitas tienen un estilo arquitectónico neoclásico. La planta es de cruz griega, la reproducción de ambas ermitas corresponde al tercer diseño de la ermita que hizo Filippo de Fontana. Las cubiertas están rematadas por cúpulas acabadas en vistosas linternas, y soportadas sobre pechinas. Ambas ermitas están distribuidas en simetría respecto al plano principal de la plaza donde se ubican: formado por la calle que atraviesa el paso a nivel de la Florida. Los altares son de estuco italiano, rematados por esculturas de ángeles de José Ginés. En el altar mayor, Cristo de marfil y carey del siglo XVIII.

### Frescos de Goya

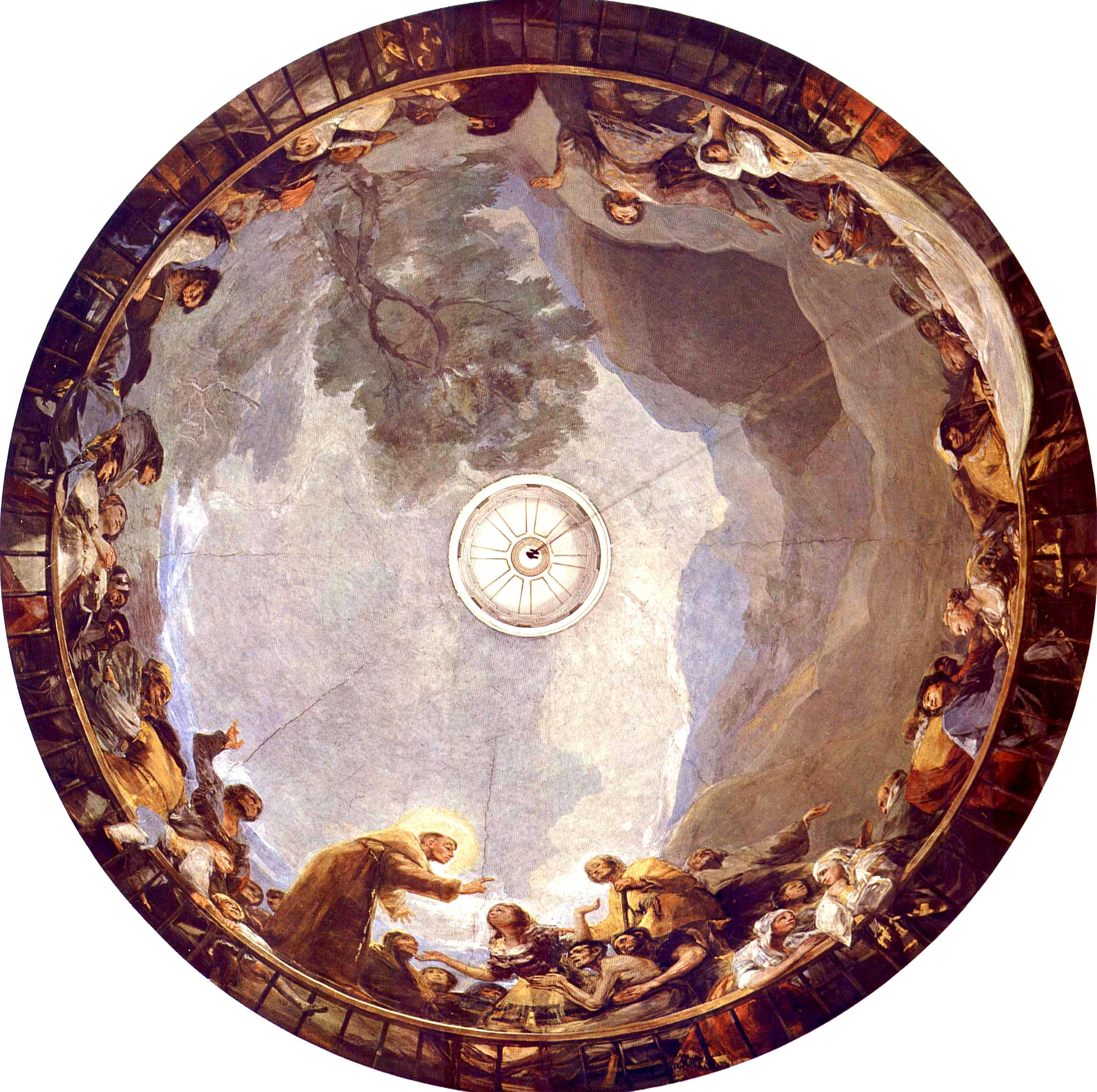
Vista cenital de la Bóveda (de 6 metros de diámetro), obra pictórica de Francisco de Goya.

La sobriedad de la arquitectura, tanto interior como exterior, cede el protagonismo a pinturas al fresco con pinceladas al temple de Goya. El aragonés, como pintor de cámara, fue el encargado de realizar la decoración de la ermita, trabajo que llevó a cabo en seis meses, entre agosto y diciembre del año 1798. El trabajo no se realiza al estilo de Andrea Pozzo (jesuita italiano) tan popular, se acerca más a un visión fantasmagórica y onírica propia de Goya. Todos los frescos se encuadran en la denominada quadratura.
En la bóveda del ábside representó a la Adoración de la Trinidad. Sobre la cornisa recorren los paramentos del templo querubines y ángeles femeninos que sostienen cortinajes. La parte de los frescos que atrae la mirada de los visitantes son las pinturas de la cúpula, donde se encuentra representado uno de los milagros de San Antonio de Padua, en el que trasportado por ángeles a Lisboa (ciudad natal de santo), por la gracia divina hace que un difunto conteste a las preguntas del juez y confirme la inocencia del padre del santo, quien había sido acusado del crimen. La cúpula tiene seis metros de diámetro.
Las figuras del difunto, los padres del santo y el propio santo sobre una roca están distribuidas por la cúpula. Cerca del óculo se aprecia paisaje, consiguiendo la ilusión de estar a cielo abierto. El pueblo de Madrid observa el milagro: majas, chisperos, caballeros embozados... charlan o miran atentamente, apoyados en la barandilla que recorre la base de la cúpula, consiguiendo grandes dosis de realismo, tanto por la perspectiva como por la viveza con la que están representados. Para la elaboración de estos frescos, Francisco de Goya recibió la colaboración de su ayudante Asensio Julià.
Goya utilizó un nuevo camino en su arte con una técnica avanzada, de pincelada suelta y enérgica, con manchas de luz y color y fuertes contrastes, al modo de una aplicación preimpresionista, que hizo a esta obra la cumbre de su pintura mural.

### Panteón

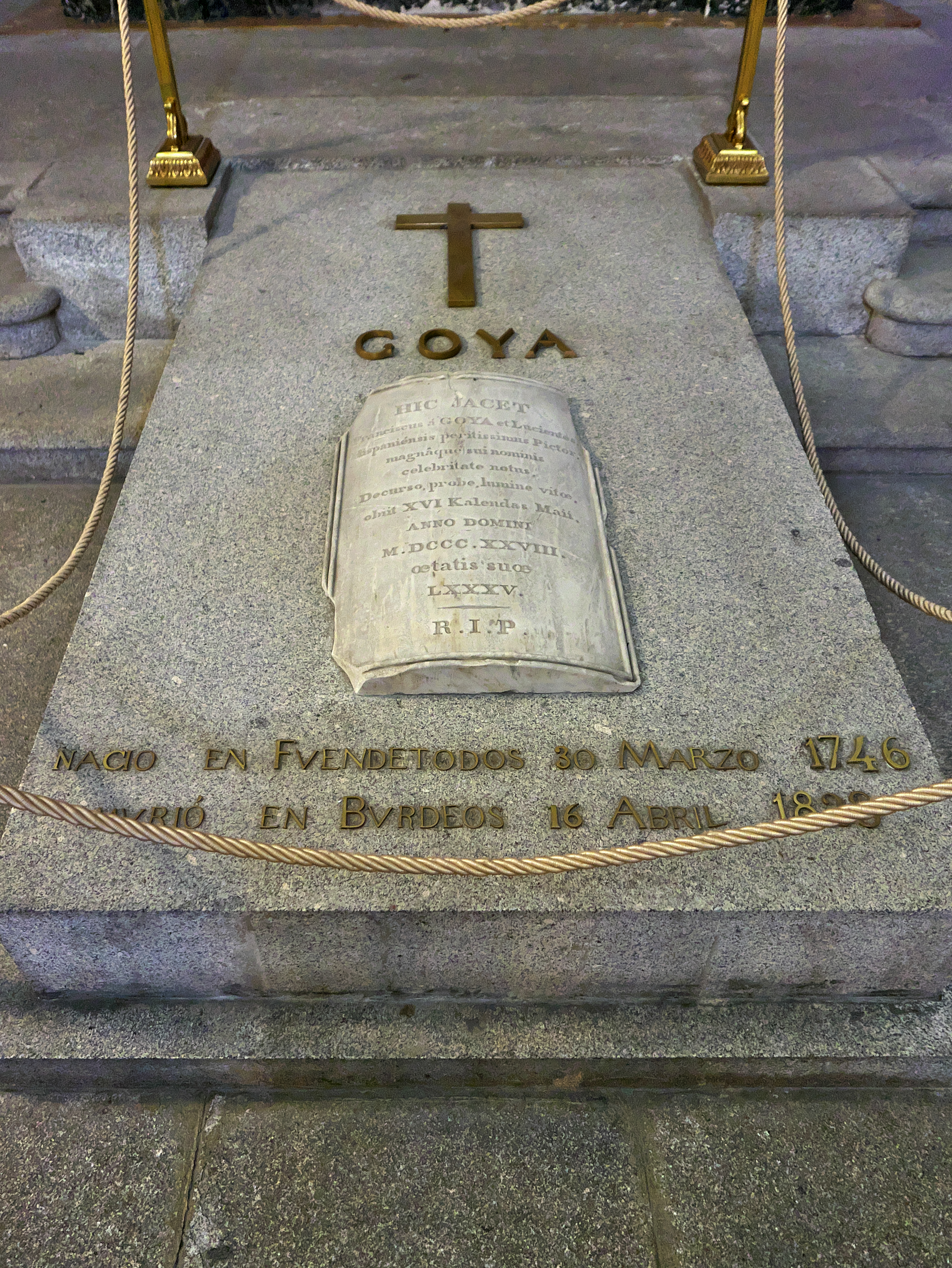
Tumba de Goya en la ermita de San Antonio de la Florida

A los pies del presbiterio se encuentra el panteón del pintor, en la que se conserva la lápida que tuvo en el cementerio de Burdeos, ciudad en la que falleció. Junto a él está enterrado Martín Miguel de Goicoechea, su gran amigo. El 29 de septiembre de 1919 fueron enterrados juntos, para evitar un posible error en la identificación de los restos mortales. El cuerpo de Goya carece de cráneo, pues probablemente fue separado del tronco para la realización de análisis frenológicos.

### Protección cultural
El 1 de abril de 1905 fue declarada Monumento Nacional. Estuvo abierta al culto hasta 1929, año en que se trasladaron los oficios a un edificio gemelo construido a tal efecto por el arquitecto Juan Moya Idígoras. A partir de entonces se convierte en museo, propiedad de Patrimonio Nacional, aunque su custodia fue cedida al Ayuntamiento de Madrid, que lo gestiona desde 1987.

## Fiestas populares

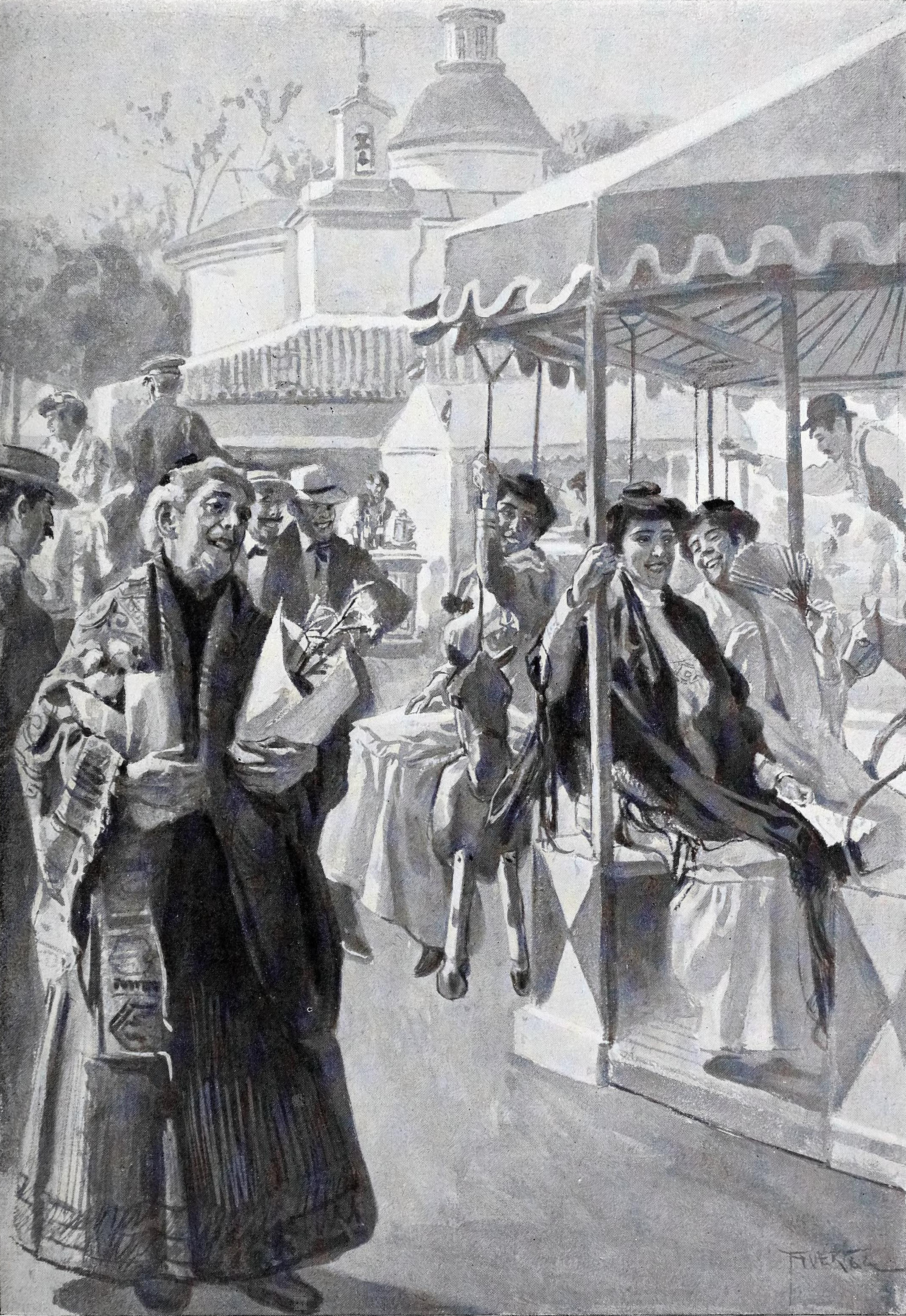
Verbena de San Antonio de la Florida en 1908

El 13 de junio se celebra cada año la tradicional verbena de San Antonio en las inmediaciones de las ermitas, en la zona conocida como La Bombilla, que va hasta el Puente de los Franceses donde empieza la avenida de Valladolid. Las primeras celebraciones verbeneras datan de comienzos del siglo XIX. Siendo su origen una romería que se realiza desde el siglo XVII. 
Ese día, es tradicional recoger los panecillos del santo para que, según reza la tradición: "así no te faltará pan durante el año", y sobres con 13 alfileres para lanzarlos a la pila bautismal en claro simbolismo con las arras matrimoniales. Como antiguamente realizaban las modistillas con afán de encontrar novio, las hoy denominadas "mozas casaderas" pasan su mano sobre los alfileres de la pila y en función de los que se queden pegados a ella, así dicen que será el número de pretendientes que va a tener en ese año. La costumbre se mantiene a comienzos del siglo XXI, tanto para hombres como para mujeres.

### Ubicación
La ermita se encuentra en la Glorieta de san Antonio, 5, a orillas del río Manzanares. Rótula en la que confluyen el paseo de la Florida y la Avenida de Valladolid. Desde la estación de Príncipe Pío se puede llegar a las ermitas recorriendo el paseo de la Florida. El vecino parque de Madrid Río permite finalizar su recorrido cruzando el cauce del Manzanares mediante el puente de la Reina. En sus cercanías se encuentran la rosaleda del parque del Oeste y el teleférico de Madrid, que permite obtener vistas aéreas de la zona.
Y frente a ella se encuentra ubicada una estatua sedente dedicada a Goya, fundida en bronce, y obra del artista madrileño José Llaneces.

### Accesos
- Autobuses: EMT Líneas 41, 46 y 75.
- Metro:    Estación de Príncipe Pío.